# Little-Albert-experiment

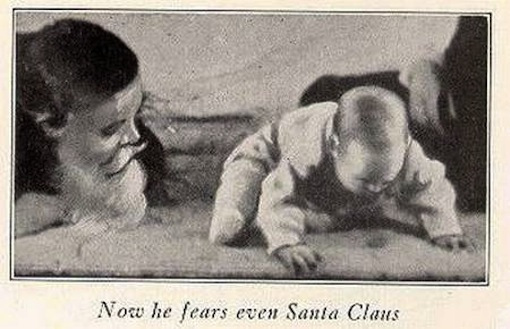
Beeld uit het experiment

Het Little-Albert-experiment was een psychologisch experiment over klassieke conditionering van angst bij een peuter (in het Nederlands soms Kleine Albert genoemd). Het werd in 1920 door John Broadus Watson en Rosalie Rayner onder de titel "Conditioned emotional reactions" gepubliceerd in het tijdschrift Journal of Experimental Psychology.

## Achtergrond
John Broadus Watson was een bekend Amerikaans psycholoog en de grondlegger van het behaviorisme. In 1913 had hij het zogenaamde "behavioristisch manifest" gepubliceerd: Psychology as the behaviorist views it. Tot dan had Watson alleen dieronderzoek gedaan. Vanaf 1916 richtte hij zich op mensen, hoofdzakelijk kinderen. In 1917 publiceerde hij samen met Morgan een artikel waarin hij aangaf dat er drie aangeboren basisemoties waren bij kinderen: vrees, woede en liefde. Watson was erg onder de indruk van de toen in Amerika nog nieuwe psychoanalyse. Tegelijk was hij wetenschappelijk helemaal overtuigd van het belang van de eveneens zeer nieuwe principes van de klassieke conditionering. Deze elementen zijn sterk aanwezig in het experiment met Little Albert.
Watson vroeg zich af of de aangeboren angst ook geconditioneerd kon worden (dit wordt dan een "geconditioneerde emotionele reactie" genoemd) bij kinderen. Dit was nog nooit onderzocht en Watson beschouwde het Little-Albert-experiment als een rechtstreekse test hiervan. Zijn eerste echte onderzoek hierover zette hij op samen met zijn studente Rosalie Rayner, die later zijn tweede vrouw zou worden. Watson was verbonden aan de Johns Hopkins-universiteit in Baltimore (Maryland). Zijn onderzoek deed hij in een laboratorium in de Henry Phipps Psychiatric Clinic (onderdeel van het Johns Hopkins-ziekenhuis). De zoektocht naar een geschikt kind om het onderzoek bij uit te voeren, leidde al snel naar het Johns Hopkins-ziekenhuis, vlak bij het laboratorium, en meer bepaald het Harriet Lane Home for Invalid Children, de ziekenhuisafdeling voor invalide kinderen. Een kind van een van de minnen van het ziekenhuis groeide bijna vanaf zijn geboorte op nabij het ziekenhuis: "Albert B".

## Het experiment

### Voorbereidende fase
Albert werd beschreven als een normaal kind, gezond van bij de geboorte en goed ontwikkeld voor zijn leeftijd. Op 9 maanden woog hij 21 pond. Hij was weinig emotioneel. Deze stabiliteit was een belangrijke reden om hem als proefpersoon te gebruiken; de onderzoekers oordeelden dat het onderzoek hem relatief weinig schade kon berokkenen.
Op de leeftijd van 9 maanden werd hij onderworpen aan een reeks emotietests. Hij werd onder meer geconfronteerd met een witte rat, een konijn, een hond, een aap, maskers, katoenen stof en brandende kranten. Zijn reacties werden gefilmd: het eerste deel van het filmpje rechtsboven op deze pagina toont stukken hiervan. Op geen enkel moment toonde Albert enige angst. In een andere test werd nagegaan of angst kon uitgelokt worden bij hem. Wanneer met een hamer op een stalen staaf werd geslagen schrok hij en de derde keer dat dit gebeurde begon hij te wenen.

### Onderzoeksvragen
De volgende onderzoeksvragen werden vooropgesteld:
1. Kan angst voor een dier geconditioneerd worden door het dier te tonen samen met het slaan op een stalen staaf?
2. Als een geconditioneerde emotionele reactie tot stand gebracht kan worden, is er dan generalisatie naar andere dieren en voorwerpen?
3. Hoelang blijft de geconditioneerde emotionele reactie bestaan?
4. Als de angstreacties blijven bestaan, welke methoden kunnen dan aangewend worden om ze uit te doven?

### Experimentele fasen
Het eigenlijke experiment verliep in vijf sessies en begon toen Albert 11 maanden en 3 dagen oud was. Een witte rat werd plots voor Albert geplaatst, maar hij vertoonde geen angstreactie. Hij reikte naar de rat en op het moment dat hij ze aanraakte, werd achter hem met een hamer op een stalen staaf geslagen. Albert schrok heftig, liet zich voorover vallen en drukte zijn gezicht in het deken. Wanneer hij even later terug naar de rat reikte, werd terug op de staaf geslagen. Hierop begon hij te wenen en werd de proef stopgezet om hem niet te zeer in beroering te brengen.
Een week later, op 11 maanden en 10 dagen, werd het onderzoek voortgezet. De rat werd terug voor Albert geplaatst. Hij bleef ernaar kijken, maar deed aanvankelijk niet meer dan dat. Wanneer de rat dichterbij werd geplaatst, reikte hij er even naar, maar als de rat hem aanraakte, trok hij zijn hand snel terug. De ervaringen van de vorige week bleken invloed te hebben nagelaten. Dan kreeg hij een tijdje blokken om mee te spelen en tot rust te komen. Hierop volgden vijf aanbiedingen van de rat, samen met het lawaai. Albert reageerde in wisselende mate verontrust: van zich op zijn zij laten vallen tot wenen. Wanneer de rat daarna alleen werd getoond, zonder lawaai, begon hij toch te wenen en kroop snel weg; de onderzoekers moesten zich zelfs haasten om te verhinderen dat hij van de tafel viel. Hier was dus sprake van klassieke conditionering van angst: het slaan op de stalen staaf was de onvoorwaardelijke of ongeconditioneerde prikkel, de angstreactie daarop de onvoorwaardelijke reactie of respons, het zien van de rat was de voorwaardelijke of geconditioneerde prikkel en de angstreacties daarop de geconditioneerde emotionele reactie. Dit vormde een positief antwoord op de eerste onderzoeksvraag: angst voor een dier kan geconditioneerd worden.
Vijf dagen later, op de leeftijd van 11 maanden en 15 dagen, werd Albert terug in de onderzoeksruimte gebracht waar hij eerst met blokken mocht spelen. Dit deed hij vlot, wat erop wees dat er geen transfer van de angst was naar de ruimte, de tafel of de blokken. Als de rat getoond werd, begon hij onmiddellijk te wenen. De geconditioneerde angst bleef dus ook na vijf dagen nog aanwezig (derde onderzoeksvraag). Dan volgden generalisatietests, met tussenin telkens een rustperiode waarin hij met blokken mocht spelen. Als eerste test werd een konijn voor hem geplaatst: Albert begon te wenen en wou zich verstoppen. Dan werd een hond aangebracht, waarop Albert zich in eerste instantie een beetje terugtrok, maar niet zo angstig reageerde. Wanneer de hond dichter naar zijn hoofd werd geleid, begon Albert wel te wenen. Een bontmantel lokte eveneens een heftige angstreactie uit. Een katoenen stof, deels in papier verpakt lokte lichtere negatieve reacties uit (wegschoppen), maar nadien begon hij wel met het papier te spelen. Het haar van enkele onderzoekers en een kerstmanmasker lokten geen negatieve reacties uit. In deze fase werd aangetoond dat er generalisatie was naar enkele andere dieren en voorwerpen (tweede onderzoeksvraag).
Weer vijf dagen later, op de leeftijd van 11 maanden en 20 dagen, werd Albert opnieuw in dezelfde onderzoeksruimte geplaatst. Hij reageerde terughoudend op de rat (opzij buigen en volgen met de ogen), maar veel minder uitgesproken dan de week voordien. Om de reactie te versterken werd de rat terug aangeboden, samen met het slaan op de stalen staaf. Daarop volgden negatievere reacties op de rat. Het vervolgens aangeboden konijn reageerde hij met zacht wenen, maar niet zo heftig als voordien. Dan werden de reacties op het konijn en de hond versterkt door op de stalen staaf te slaan op het moment dat er fysiek contact was. Om na te gaan of de geconditioneerde angstreactie ook zou volgen in andere omstandigheden, werd het onderzoek vervolgd in een ander, veel meer verlicht lokaal. De reactie op de rat was terug veel minder uitgesproken (handen omhoog en weggericht van het dier). Ook de reactie op het konijn was licht negatief, maar evenmin uitgesproken. Bij het zien van de hond begon hij te wenen. Na weer een licht negatieve reactie op de rat, werd de rat opnieuw aangeboden, samen met een slag op de stalen staaf. Wanneer de rat terug tweemaal werd getoond, volgden licht negatieve reacties tot wenen. De reacties op het konijn waren heftiger. Bij de hond volgde aanvankelijk geen uitgesproken reactie, maar plots blafte de hond enkele keren vlak bij het gezicht van Albert. Albert begon zwaar te huilen tot de hond werd verwijderd. Ook de onderzoekers waren erg geschrokken. Volgens de onderzoekers had het onderzoek aangetoond dat de angstreacties generaliseerden ("transfers") naar andere stimuli.
Het onderzoek had in antwoord op de derde onderzoeksvraag reeds aangetoond dat de geconditioneerde emotionele reacties een week bleven bestaan. Watson en Rayner wilden de testperiode verlengen, doch Albert zou nog maar een maand in het ziekenhuis blijven en dan verhuizen, wat maakte dat 31 dagen de langst haalbare tussenperiode was. In die periode werd zijn ontwikkeling wekelijks opgevolgd, maar gebeurden geen emotietests meer tot 31 dagen na de vorige. De laatste sessie vond plaats toen Albert 1 jaar en 21 dagen oud was. Op een masker van de kerstman reageerde hij negatief en wanneer hij gedwongen werd om het aan te raken, begon hij te wenen. Bij het tonen van een bontmantel begon hij eveneens te wenen en wanneer die op zijn schoot gelegd werd, probeerde hij hem weg te schoppen. Op de rat reageerde hij negatief, doch zonder wenen. Op het konijn reageerde hij eerst met stilte, maar begon nadien het konijn weg te duwen met zijn voeten. Bij de daaropvolgende reacties raakte hij het konijn wel even aan. Als zijn hand nadien door de onderzoeker op de rug van het konijn werd gelegd, trok hij die snel terug en begon op zijn duim te zuigen. Als het konijn op zijn schoot werd gezet, begon hij uiteindelijk te wenen. Bij het zien van de hond begon hij te wenen en bedekte zijn ogen met zijn handen.
De onderzoekers besloten dat zowel de rechtstreeks geconditioneerde emotionele reacties als de gegeneraliseerde reacties ook na een maand nog bleven bestaan, zij het met een verlies van intensiteit. Ze gingen er zelfs van uit dat ze levenslang invloed zouden blijven hebben.
De vierde onderzoeksvraag, in verband met het terug ongedaan maken of deconditoneren van de geconditioneerde emotionele reacties, kon niet worden beantwoord omdat Albert vertrok.

### Mogelijke deconditioneringsmethoden
Hoewel Watson en Rayner geen deconditionering uitvoerden, beschreven ze wel kort de methoden waaraan ze gedacht hadden. Een eerste methode bestond uit het herhaaldelijk aanbieden van de angst uitlokkende prikkels zonder de onvoorwaardelijke prikkel (het lawaai), in de veronderstelling dat die tot gewenning zou leiden. Andere methoden waren vormen van "herconditionering": het tonen van de angst uitlokkende prikkels samen met aangename ervaringen. Hierbij dachten ze in de eerste plaats aan het via aanraking stimuleren van de erogene zones: de lippen, tepels en geslachtsorganen. In de tweede plaats dachten ze aan herconditionering door het geven van snoep of ander eten als het dier getoond werd. Als laatste methode zagen ze het via imitatie opbouwen van constructieve activiteiten rond het dier.

## Vervolg
Watson rapporteerde niets over een eventuele opvolging van Albert en over de jongen werd niets meer vernomen. Watson deed zelf ook geen ander vervolgonderzoek. Op het einde van het jaar waarin het onderzoek gepubliceerd werd - 1920 - werd Watson ontslagen aan de Johns Hopkins-universiteit omwille van zijn relatie met zijn studente en co-auteur Rosalie Rayner, met wie hij nadien zou trouwen. Hierdoor stopte zijn academisch werk. Het Little-Albert-experiment was zijn laatste academische publicatie. Nadien begeleidde hij nog wel het onderzoek van Mary Cover Jones bij "Little Peter". Dit was een rechtstreeks vervolgonderzoek bij een fobische jongen, waarbij herconditioneringstechnieken werden toegepast.

## Verwijzingen naar de psychoanalyse
Hoewel het onderzoek en de theorie los staat van de psychoanalyse, verwijzen Watson en Rayner meermaals naar Sigmund Freud. In de loop van het onderzoek bleek Albert regelmatig te beginnen duimzuigen. In navolging van de psychoanalyse beschreven de onderzoekers dit als een compensatie voor het blokkeren van angst en schadelijke prikkels. Om te verzekeren dat voldoende angst ervaren werd, trokken de onderzoekers dan de duim uit de mond. Met name bij de bespreking van erogene stimulatie wordt rechtstreeks verwezen naar Freud. Verder schreven Watson en Rayner dat hun bevindingen over het algemeen niet in tegenspraak waren met de freudiaanse begrippen, behalve op één punt. Volgens Freud zou seks de basisemotie zijn, maar volgens de onderzoekers is angst even primair.
Tot slot voegden ze nog een kleine grap over de psychoanalyse toe aan hun bespreking. Als Albert 20 jaar later in psychoanalyse zou gaan wegens angst voor bontmantels, zouden de freudianen waarschijnlijk een droom van hem analyseren, waaruit zou blijken dat hij op de leeftijd van drie jaar met het schaamhaar van zijn moeder had proberen te spelen en er zwaar voor aangepakt was.

## Belang van het onderzoek
Doorheen de geschiedenis werd het Little-Albert-experiment als erg belangrijk beschouwd. Een analyse van 130 inleidende psychologieboeken die gepubliceerd werden tussen 1920 en 1989, toonde aan dat het Little-Albert-experiment het meest geciteerde onderzoek was. In 2000 werd het zelfs opnieuw gepubliceerd in het tijdschrift American Psychologist.
Er werd en wordt zeer veel verwezen naar het onderzoek, maar vaak worden foutieve gegevens in de verwijzingen opgenomen. Voor een deel ligt Watson hier zelf aan de basis omdat hij in latere teksten details toevoegde of veranderde; waarschijnlijk verwarde hij hierbij zelf met ander onderzoek waarbij hij betrokken was. Anderzijds kan het zich louter baseren op secundaire literatuur mee voor fouten hebben gezorgd. Sommige referenties hebben het soms verkeerdelijk over het conditioneren van angst voor een baard, een kat of een teddybeer of witte objecten, of geven een foute leeftijd van Albert. Sommigen schreven dat Watson en Rayner de angst van Albert terug ongedaan hadden gemaakt. Ook belangrijke gedragstherapeuten gaven elementen van het onderzoek foutief weer. Bijvoorbeeld Joseph Wolpe en Stanley Rachman schreven in 1960 dat het Little-Albert-experiment aantoonde dat het perfect mogelijk is om een fobie te ontwikkelen na één ervaring. Het foutief citeren begon reeds zeer vroeg: een handboek van Smith en Edwin Ray Guthrie uit 1921 geeft de indruk dat de auteurs beweren dat Albert ook schrik kreeg voor ballonnen, chrysanten en de onderzoeker.

## Kritiek
Verschillende kritieken werden op het onderzoek geformuleerd.

### Methodologische kritiek
Methodologisch vertoont het onderzoek ernstige tekortkomingen, grotendeels samen te vatten als een gebrek aan standaardisatie. Op verschillende momenten stak Albert zijn duim in de mond en meermaals haalden Watson en Rayner die er terug uit om een sterkere angstreactie te bekomen. Ze lieten Albert ook een aantal keer enkele stimuli aanraken. Belangrijker nog is dat ze tijdens het experiment de angstreactie versterkten door soms terug de onvoorwaardelijke prikkel (slag op de stalen staaf) aan te bieden.
Tegelijk wordt de vraag gesteld in welke mate bij Albert sprake was van zware angst of zelfs een fobie: na de conditionering stond hij nog toe dat een rat naar hem toe kroop, wat bij een echte fobie niet zou gebeuren.
Het onderzoek zou nadien meermaals door anderen gerepliceerd zijn, doch deze faalden. Nadere analyse hiervan toonde echter aan dat deze replicaties niet voldeden, hoofdzakelijk omdat ze geen volwaardige onvoorwaardelijke prikkels gebruikten, waardoor geen angst bij de kinderen werd uitgelokt.

### Ethische opmerkingen
Twee elementen uit het onderzoek roepen ethische bedenkingen op: het kind was onderhevig aan ernstige spanningen, die zelfs tot na het onderzoek effecten konden hebben en nadien werd geen poging ondernomen om de uitgelokte angst ongedaan te maken, bijvoorbeeld via herconditionering. In de 21e eeuw zou dergelijk onderzoek ethisch niet meer aanvaardbaar zijn. Ten tijde van het onderzoek waren de ethische standaarden echter geheel anders: in geen enkele reactie op het onderzoek werden ethische bezwaren geuit.

## Zoektocht naar de echte Little Albert
Het Little-Albert-experiment werd stopgezet toen de moeder van Little Albert met haar zoon verhuisde, zonder verdere gegevens achter te laten. Door de jaren heen werden verschillende pogingen ondernomen om de identiteit van Albert te achterhalen, de meeste zonder enig succes. In 2009 beweerden auteurs het raadsel te hebben opgelost.

### Douglas Merritte
Beck, Levinson en Irons beweerden in 2009 dat Douglas Merritte de ware Little Albert was. Zij berekenden dat Albert moest geboren zijn in de eerste helft van maart 1919 en dat het onderzoek afliep eind maart - begin april 1920. De derde auteur (Gary Irons) was een ver familielid van Douglas Merritte en sterk geïnteresseerd in genealogie. Zijn grootmoeder werkte als min in het Harriet Lane Home. Op 9 maart 1919 werd haar zoon Douglas Merritte geboren. De naam "Albert B.", die Watson en Rayner aan het kind gaven in hun artikel, zou verwijzen naar John Albert Broadus, een belangrijk 19e-eeuws Amerikaanse baptist. De moeder van Watson was een overtuigd baptist en zou haar zoon vernoemd hebben naar deze man. Douglas Merritte bleek reeds in 1925 overleden te zijn. Meer gegevens werden niet gevonden over Albert. Het enige beschikbare materiaal over Albert, was de filmopname. In een vervolgonderzoek werd op basis van deze film een analyse gemaakt van het voorkomen en de reacties van Albert. Op basis van deze analyse werd besloten dat Albert meerdere afwijkingen had: problemen met de visuele waarneming, mentale retardatie of een of meerdere ontwikkelingsstoornissen en een neurologische afwijking, waarschijnlijk een waterhoofd of een neurodegeneratieve aandoening. Dit staat in schril contrast met het "normale en gezonde" kind, dat Watson en Rayner beschreven in hun artikel, en maakt het onderzoek volledig onethisch.
Deze "ontdekking" werd snel overgenomen in uiteenlopende publicaties.

### Albert Barger
In 2014 volgde als reactie de publicatie van een tegenonderzoek van Digdona en Powell. Volgens hen voldoet Albert Barger veel beter aan de beschrijvingen in het artikel dan Douglas Merritte. Albert Barger was de zoon van Pearl Barger, die als 16-jarige moeder als min werkte in het ziekenhuis. Meerdere argumenten pleiten tegen Merritte en voor Barger. Om te beginnen is er de naam "Albert B.". Watson had, zoals gebruikelijk in die tijd, de gewoonte om de echte voornaam of initialen van kinderen in zijn onderzoek te gebruiken. Het verband tussen Merritte en Albert B. is veel speculatiever dan het verband met Albert Barger. Zijn officiële naam was William Albert Barger, maar het medisch dossier vermeldt "Albert Barger". Vervolgens is er de leeftijd: volgens het artikel was Little Albert 1 jaar en 21 dagen oud op het moment van de laatste sessie. Dit was precies de leeftijd waarop Albert Barger volgens zijn dossier was ontslagen uit het hospitaal. Douglas Merritte was volgens zijn dossier al op 1 jaar en 15 dagen ontslagen. Ook het gewicht klopt veel beter: volgens Watson en Rayner woog Little Albert op 9 maanden 21 pond. Volgens de medische dossiers woog Barger toen 22 pond en Merritte slechts bijna 15 pond. Tot slot stemt het beeld van Barger veel beter dan Merritte overeen met de omschrijving van een gezond en goed ontwikkeld kind. Het onderzoek van Watson en Rayner was in die tijd zowel binnen als buiten het hospitaal bij veel mensen bekend. Het lijkt onwaarschijnlijk dat ze onderzoek deden bij een neurologisch ernstig beschadigd kind en dit vervolgens als "normaal" zouden beschrijven, zonder dat iemand dit zou opmerken.
Digdona en Powell geven aan dat hun bevindingen evenmin zekerheid geven over de ware identiteit van Little Albert als die van Beck, Levinson en Irons.